# Gerard Hoet

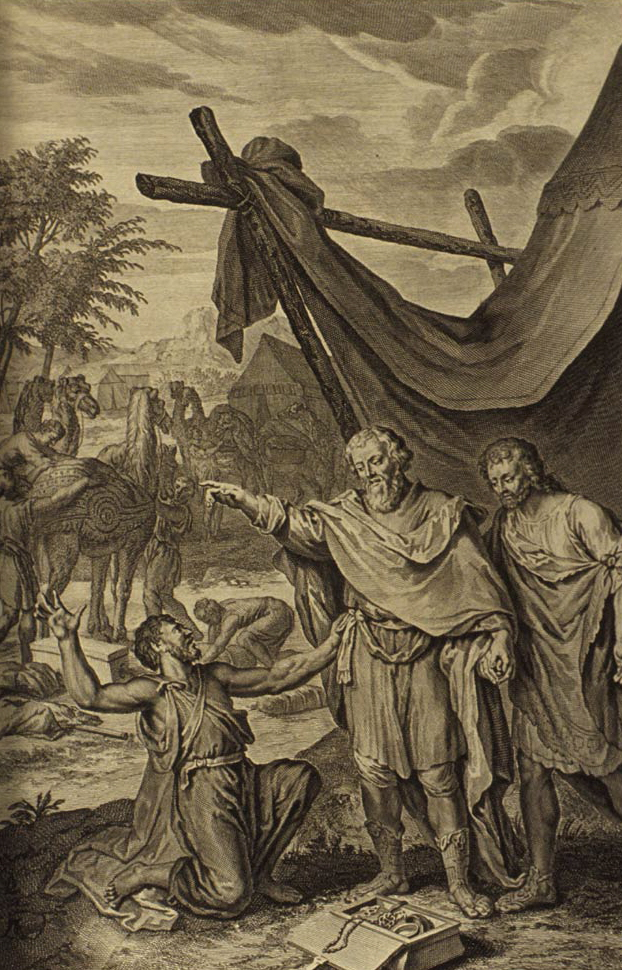
Rycina stanowiąca ilustrację do Księgi Rodzaju.

Gerard Hoet (ur. 22 sierpnia 1648 w Zaltbommel, zm. 2 grudnia 1733 w Hadze) – holenderski malarz i rytownik.
Jego nauczycielem był początkowo ojciec Moses Hoet i malarz z Zaltbommel, Warnard van Rijzen. W późniejszym okresie uczył się u Cornelisa van Poelenburgha, który wywarł wyraźny wpływ na jego twórczość. W 1672 wyjechał do Hagi, później do Paryża, by w 1674 osiąść w Utrechcie. W 1696 wspólnie z Hendrickiem Schoockiem (1660-1712) założył akademię rysunku, a w 1712 wydał książkę na temat technik rysunkowych. Ilustracje do niej wykonał Pieter Bodart. Ostatnie lata życia spędził w Hadze.
Gerard Hoet malował klasycystyczne obrazy o tematyce religijnej i mitologicznej, rzadziej tworzył sceny rodzajowe, portrety i pejzaże. Zajmował się również malarstwem dekoracyjnym, wykonał m.in. malowidła sufitów i ścian w zamku Slangenburg w Doetinchem. Artysta był też uznanym rytownikiem i autorem cyklu ilustracji do Biblii.
Prace Hoeta znajdują się m.in. w Ermitażu, J. Paul Getty Museum, Rijksmuseum i Luwrze. W zbiorach Muzeum Narodowego w Warszawie znajduje się jego Pejzaż z ok. 1700 r.